# Žhářský útok na Kyoto Animation
Žhářský útok na Kyoto Animation se odehrál v budově Studia 1 japonské animační společnosti Kyoto Animation, a to 18. července 2019 v dopoledních hodinách ve čtvrti Fušimi ve městě Kjóto. Jeho následkem zemřelo 36 lidí a dalších 34 bylo zraněno. Požár zničil většinu materiálů a vybavení společnosti. Útok se stal jedním z nejhorších masakrů japonské historie od konce druhé světové války a zároveň nejsmrtelnějším požárem budovy od požáru Mjódžó 56 roku 2001.
Podezřelým byl Šindži Aoba, jenž vešel do budovy hlavním vchodem; s sebou nesl 40 litrů benzínu, jímž polil část interiéru a několik osob. Poté vše zapálil, včetně sebe, a pokusil se z místa utéct. Byl však pronásledován a policie ho dopadla ve vzdálenosti 100 metrů od budovy. Aoba nebyl zaměstnancem studia; motivem jeho útoku bylo plagiátorství, ze kterého studio obvinil. Dne 27. května 2020 byl, po deseti měsících léčby těžkých popálenin, policií zatčen pro podezření z vraždy a další obvinění. Dne 16. prosince 2020 byl obžalován; 5. září 2023 se přiznal ke svým obviněním a 25. ledna 2024 byl odsouzen k trestu smrti.
Soustrast a podporu vyjádřila ve světě i v Japonsku řada vládních představitelů, fanoušků, osobností a organizací. Kromě toho se v Japonsku vybraly 3,3 miliardy jenů a ve světě 2,3 milionu amerických dolarů na podporu studia a jeho zaměstnanců. Důsledkem incidentu došlo k opoždění některých děl a společné tvorby studia a několik plánovaných akcí bylo zrušeno nebo pozastaveno.

## Pozadí

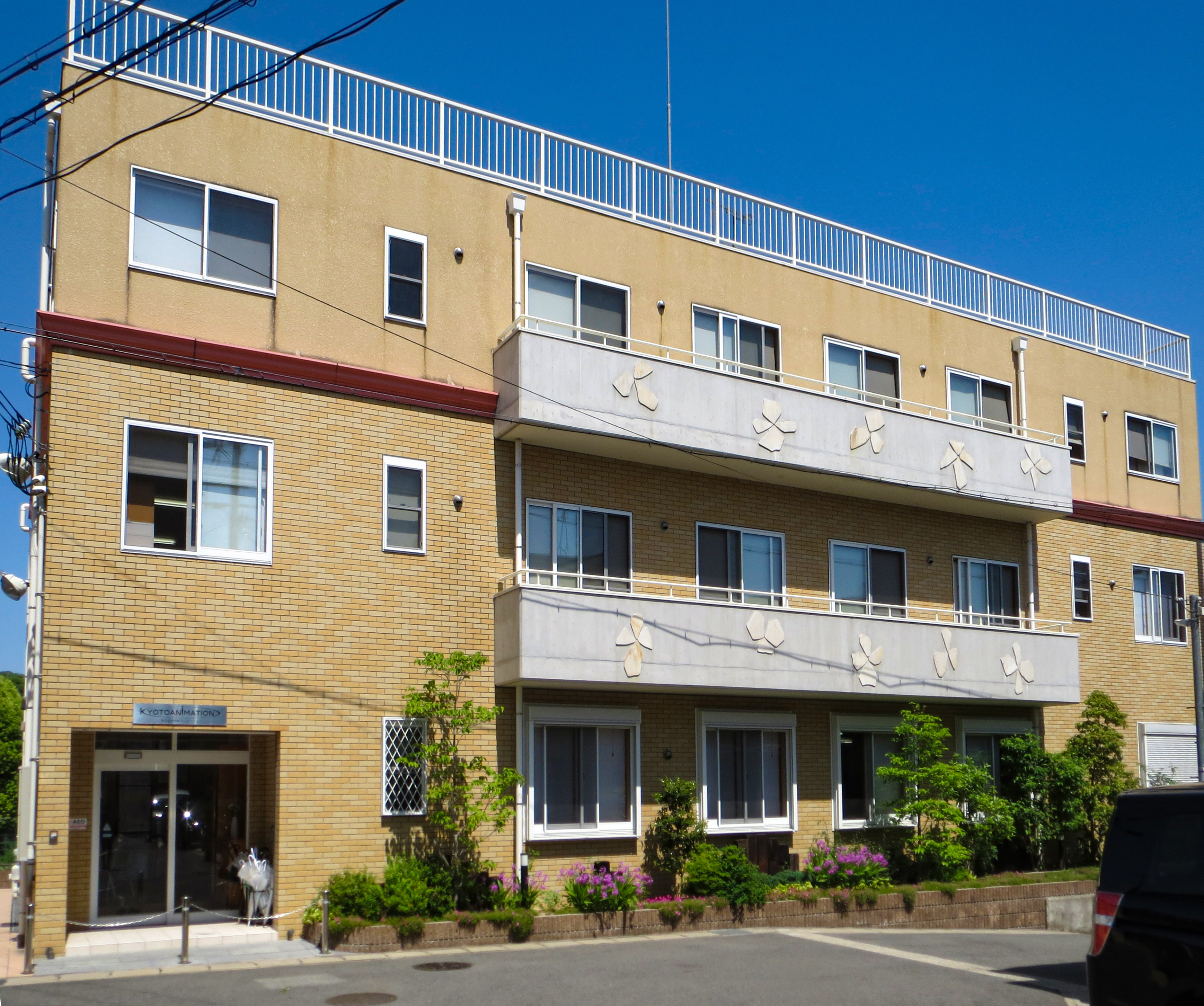
Budova Studia 1 před žhářským útokem v květnu 2015

Kyoto Animation je jedním z nejuznávanějších japonských animačních studií, známé je například díky televizním seriálům Suzumija Haruhi no júucu, K-On! a Clannad. Společnost provozuje v Kjótu tři studia: Studio 1 (ve čtvrti Fušimi), Studio 2 (sídlo společnosti) a Studio 5. Divize, která stojí za tvorbou reklamního zboží, sídlí ve městě Udži, jednu stanici vlakem od Studia 1. Budova byla postavena v roce 2007 a byla používána výhradně animátory a produkčním štábem.
Před útokem obdrželo Kyoto Animation asi 200 dopisů s výhrůžkou smrti. Prezident společnosti Hideaki Hatta řekl, že nevěděl, zdali výhrůžky souvisí s incidentem, protože byly poslány anonymně. Informoval však o nich právníky a policii, která v říjnu 2018 kvůli tomu dočasně hlídkovala v okolí sídla společnosti.

### Popis budovy
Studio 1 bylo klasifikováno jako malá kancelářská budova. Budova byla obdélníkového půdorysu a při její výstavbě byl použit železobeton, z betonu byla zhotovena i střecha. Tři podlaží zabírala dohromady plochu o rozloze 700 m2. Hlavní vchod byl zřízen na levé straně, naproti němu se na zadní straně nacházel vchod pro zaměstnance studia a vpravo točité schodiště, jež vedlo až do třetího podlaží. Hlavní schodiště bylo umístěno uprostřed u zadní stěny budovy a na rozdíl od točitého schodiště vedlo až na střechu. K pohybu osob a materiálů sloužil i výtah. V budově bylo umístěno vybavení, které pro svou práci používali zaměstnanci studia, a také běžné spotřebiče. Na konci v prvním podlaží vpravo se nacházela místnost s betonovými stěnami; v ní byla zřízena serverovna.

## Útok
K explozi a následnému požáru došlo kolem 10.31 místního času (3.31 SELČ). Pachatel zakoupil na čerpací stanici vzdálené asi 10 kilometrů od místa činu 40 litrů benzínu ve dvou kanystrech. Nádoby přepravil k budově Studia 1 pomocí plošinového vozíku a následně s nimi vstoupil do prostorů studia. Policii se přibližný průběh nákupu a přepravy benzínu podařilo zrekonstruovat díky výpovědím svědků a získaným kamerovým záznamům. Uvnitř studia pachatel rozlil přinesený benzín, přičemž polil několik zaměstnanců i sebe. Pak rozlitý benzín zapálil. Benzínové výpary se na místě činu s velkou pravděpodobností smíchaly se vzdušným kyslíkem, což zapříčinilo explozi a rychlé rozšíření požáru. Hořící lidé pak vybíhali z budovy na silnici. Bylo uvedeno, že pachatel během útoku křičel „umřete!“ (死ね, ši-ne).
Oheň, který se rozšířil až k hlavnímu vchodu, uvěznil zaměstnance uvnitř budovy. Na schodech, směřujících ze třetího podlaží na střechu, bylo nalezeno 20 těl. Z toho vyplývá, že se oběti pokoušely uniknout na střechu. Dalších 12 těl se nacházelo ve druhém podlaží, přičemž jedno z nich bylo nalezeno na schodech vedoucích do třetího podlaží. Poslední dvě těla záchranáři nalezli v prvním podlaží. Několik osob vyskočilo ven z oken druhého a třetího podlaží a následně bylo převezeno do nemocnic se zlomeninami. Tomoaki Nišino, docent Výzkumného ústavu pro prevenci katastrof z Kjótské univerzity, odhadl, že již 30 sekund od exploze druhé a třetí podlaží zaplnil kouř. Dle expertů na požární ochranu se požár rychle šířil kvůli velkému množství papíru a jiných materiálů, které používali výtvarníci studia. K šíření navíc přispěla i špatná ventilace budovy a množství benzínu, jež pachatel při útoku použil. Pachatel z místa útoku uprchl, byl však pronásledován dvěma zaměstnanci. Brzy zkolaboval na silnici a zatkla jej policie. Na místě činu bylo nalezeno několik nepoužitých nožů.
První jednotky hasičských sborů dorazily k požáru v 10.40 (3.40 SELČ) a o tři minuty poté začaly s jeho hašením. Pod kontrolu se jim požár podařilo dostat v 15.19 (8.19 SELČ) a zcela uhašen byl až další den v 6.20 (23.20 SELČ). Po ukončení záchranných prací byl potvrzen přesný počet lidí ve studiu. Vzhledem k tomu, že studio bylo klasifikováno jako malá kancelářská budova, nebyly uvnitř zabudovány požární postřikovače ani požární hydranty. Při poslední kontrole, provedené 17. října 2018, však nebyly nalezeny žádné nedostatky v požární ochraně. Prvotní zprávy uváděly, že ke vstupu do budovy je potřeba zaměstnanecké přístupové karty, ale dveře byly odemknuty z důvodu očekávaných návštěvníků studia. Tyto zprávy se později ukázaly být nepřesné; v budově se nenacházel žádný bezpečnostní systém a dveře se během pracovních hodin nechávaly vždy odemknuté.
Oheň zničil většinu materiálů a vybavení ve Studiu 1, pouze několik náčrtků a kreseb se v okamžiku útoku nacházelo na výstavě ve městě Tokušima. Dne 29. července 2019 Kyoto Animation oznámilo, že se jeho pracovníkům podařilo zachránit několik zdigitalizovaných snímků původních kreseb. Ty byly umístěny na jednom serveru, který požár přežil.
Útok je jedním z nejhorších masakrů v japonské historii od konce druhé světové války a zároveň nejsmrtelnějším požárem budovy od požáru Mjódžó 56 v roce 2001. Nobuo Komija, profesor kriminologie z Riššótské univerzity, jej označil za akt „sebevražedného terorismu“, protože Aoba zamýšlel útok jako sebevražednou misi.

## Oběti
V době požáru se v budově studia nacházelo přibližně 74 lidí, včetně podezřelého. Ohlášeno zpočátku bylo 34 obětí, další dvě osoby svým zraněním podlehly v nemocnici. Některé z obětí bylo dle kjótské policie obtížné identifikovat, protože byly spáleny k nepoznání. Výsledky pitev, zveřejněné 22. července 2019, odhalily, že většina obětí podlehla popáleninám z rychle se šířícího požáru. Některé oběti se otrávily oxidem uhelnatým a před smrtí upadly do bezvědomí. Byly provedeny i DNA testy kvůli identifikaci zemřelých, jejich výsledky byly známé týden po útoku. Dvě třetiny obětí (přibližně 20) představovaly ženy; studio bylo známé zaměstnáváním animátorek. Prezident Kyoto Animation požádal policii, aby média nezveřejňovala jména obětí z úcty k jejich rodinám. Uvedl, že „zveřejnění jmen nepřinese nic pro prospěch veřejného blaha“. Dne 25. července kjótská policie ohlásila, že identifikovala všech 34 obětí a jejich těla začala vracet rodinám a příbuzným.
Mezitím se s Kyoto Animation vedly diskuse, kdy a jak odhalit totožnosti obětí. Některé rodiny kontaktovaly média brzy poté, co se dozvěděly o osudu svých příbuzných. Rodina designérky Naomi Išidy potvrdila její smrt 24. července, dne 26. července po provedených DNA testech potvrdila úmrtí také rodina animátora, scenáristy a režiséra Jasuhira Takemota. Dne 27. července přišla informace, že jeden ze zaměstnanců podlehl v nemocnici svým zraněním, a počet obětí tím stoupl na 35. Kjótská policie zveřejnila 2. srpna jména deseti obětí (včetně již zmíněných), u kterých proběhly pohřby a rodiny souhlasily s uveřejněním jmen. Mezi nimi byli i režiséři Jošidži Kigami a Futoši Nišija. Identitu zbylých 25 obětí policie odhalila 27. srpna, a to kvůli dopadu útoku na společnost. Dne 4. října 2019 zemřela v nemocnici na septický šok další žena; dohromady tak o život přišlo 36 lidí.
Zraněných mělo být původně dle médií 36; toto číslo však kleslo na 34, jelikož dva lidé později podlehli svým zraněním v nemocnici. Dne 18. září 2019 bylo ohlášeno, že život 34 zraněných již není v ohrožení, někteří z nich přesto zůstávali kvůli vážným popáleninám na jednotce intenzivní péče. Dle Ministerstva zahraničních věcí Jižní Koreje byla jedním ze zraněných žena jihokorejského původu. Při útoku nebyla zraněna například režisérka animace Naoko Jamada, která režírovala seriál K-On! a filmy Koe no katači a Liz to aoi tori.

## Pachatel
Šindži Aoba (japonsky 青葉 真司, Aoba Šindži), v době útoku 41letý, byl policií označen za hlavního podezřelého a následně byl na něj vydán i zatykač. Narodil se 16. května 1978 v bývalém japonském městě Urawa.
Dle místních obyvatel se muž, jenž se podobal Aobovi, pohyboval den před incidentem v blízkosti budovy studia. V okolí města měl ve dnech před útokem navštívit několik tematických míst série Hibike! Euphonium. Po útoku Aoba z místa činu utekl, zaměstnanci studia ho ale pronásledovali. Zatkla jej kjótská prefekční policie ve vzdálenosti asi 100 metrů od studia, a to u železniční stanice Rokudžizó společnosti Keihan Electric Railway. S těžkými popáleninami na nohách, hrudníku a obličeji byl Aoba odvezen do nemocnice. Během převozu se přiznal, že požár založil. Důvodem měla být pomsta, protože studio vinil z „plagiátorství“ (japonsky パクリ やがって, pakuri jagatte) svého románu. Hideaki Hatta, prezident společnosti, k tomu uvedl, že nemá žádné záznamy o tom, že by se do jejich každoroční soutěže přihlásil soutěžící pod Aobovým jménem. Následně Kyoto Animation odhalilo, že obdrželo rozpracovanou verzi Aobova románu, který však neprošel ani prvním posouzením a nebyl na něj brán zřetel. Aoba se domníval, že několik scén ze seriálu Curune: Kazemai kókó kjúdóbu pochází právě z jeho románu, což se nicméně nepotvrdilo.
Kvůli vážným popáleninám, které utrpěl při útoku, byl Aoba převezen do univerzitní nemocnice v Ósace. V ní podstoupil léčbu a nezbytnou operaci s kožní transplantací. Dne 5. září 2019 bylo oznámeno, že ho zranění již na životě neohrožují, posléze byl dále léčen na jednotce intenzivní péče a používal plicní ventilátor. Aoba začal mluvit 18. září a 8. října zahájil rehabilitaci. Byl již schopen sedět v kolečkovém křesle a vést krátkou konverzaci. Policie získala od soudu příkaz k jeho zatčení, musela však počkat na potvrzení lékařů, že již Aobovi zdravotní stav dovolí zadržení. Dne 14. listopadu 2019 byl převezen do jiné kjótské nemocnice na závěrečné rehabilitace. Poté, co se zotavil z většiny zranění, se přiznal k útoku a vyjádřil pocity lítosti nad útokem a vděčnosti k nemocničnímu personálu, který s ním dle jeho slov zacházel lépe, než kdokoliv jiný v jeho životě. Jako motivaci policii uvedl, že mu Kyoto Animation ukradlo jeho román. Očekával, že dostane trest smrti. Většinu popálené Aobovy kůže lékaři nahradili experimentálními umělými štěpy, protože lidskou kůži od dárců přednostně dostali jiní zranění. Jedná se o první případ v Japonsku, kdy byla použita umělá kůže na takto rozsáhlé popáleniny. V lednu 2020 byl Aoba stále hospitalizován a nemohl bez pomoci stát a jíst.
Aoba se před útokem dopustil i jiných trestných činů. V roce 2012 vykradl s nožem v ruce v prefektuře Ibaraki večerku, za což byl uvězněn na tři a půl roku. Po propuštění pobýval v zařízeních pro bývalé trestance a léčil se s duševní poruchou. Aoba žil sám v bytě v Saitamě, vzdálené od místa útoku stovky kilometrů. Dle sousedů dělal nesmírný hluk, choval se nepřátelsky a agresivně, kvůli čemuž na něj byla několikrát zavolána policie. Několik dní před útokem Aoba jednoho ze sousedů napadl, ale nezranil ho, přičemž soused ihned podal hlášení na policii. Aoba však ze Saitamy náhle odešel a 15. července odcestoval rychlovlakem do Kjóta. V něm postupně bydlel ve dvou hotelech a 18. července zaútočil na Studio 1. Spekulovalo se, že Aobův duševní stav může zmírnit nejvyšší trest (trest smrti) na doživotní odnětí svobody.

### Trestní řízení
Dne 27. května 2020 bylo rozhodnuto, že se Aoba dostatečně zotavil ze svých popálenin, a proto jej policie zatkla pro podezření z vraždy a další obvinění. Dne 16. prosince 2020 byl z těchto činů obžalován.
Dne 18. července 2021 deník Nikkan Sports informoval, že je Aoba kvůli svým popáleninám držen ve Vazební věznici v Ósace a čeká na zahájení soudního řízení. V říjnu 2021 povolil Kjótský okresní soud obhajobě přezkoumat Aobův duševní stav, přestože Aobu původně označil za duševně kompetentního. Druhý lékařský posudek byl dokončen 18. března 2022 a jeho výsledek nebyl zveřejněn. V červenci zůstával nejasný také přesný termín soudního řízení; dle informací agentury Kjódó cúšinša by první líčení mohlo začít nejdříve příští rok a za jeho celkové zpoždění mohl nejspíše duševní stav podezřelého a jeho případná trestní odpovědnost.
Předběžné projednání začalo 8. května 2023 v Kjótském okresním soudu, předsedajícím soudcem se stal Keisuke Masuda. Dne 12. května na něm soud určil 32 termínů hlavního líčení, jež se poprvé konalo 5. září. Šindži Aoba, do té doby hlavní podezřelý útoku, se během prvního dne líčení přiznal ke svým obviněním. Líčení skončilo 13. prosince téhož roku; několik dní před jeho koncem prokuratura uvedla, že bude pro Aobu požadovat trest smrti.
Rozsudek byl vyhlášen dle plánu 25. ledna 2024, Aoba byl odsouzen k trestu smrti. Obhajoba, nespokojená s verdiktem soudu, podala následujícího dne odvolání k Nejvyššímu soudu v Ósace. Téhož dne Aoba v rozhovoru s deníkem Asahi šimbun řekl, že trest smrti přijal, ale odvolal se, protože chtěl „promluvit“.

## Následky

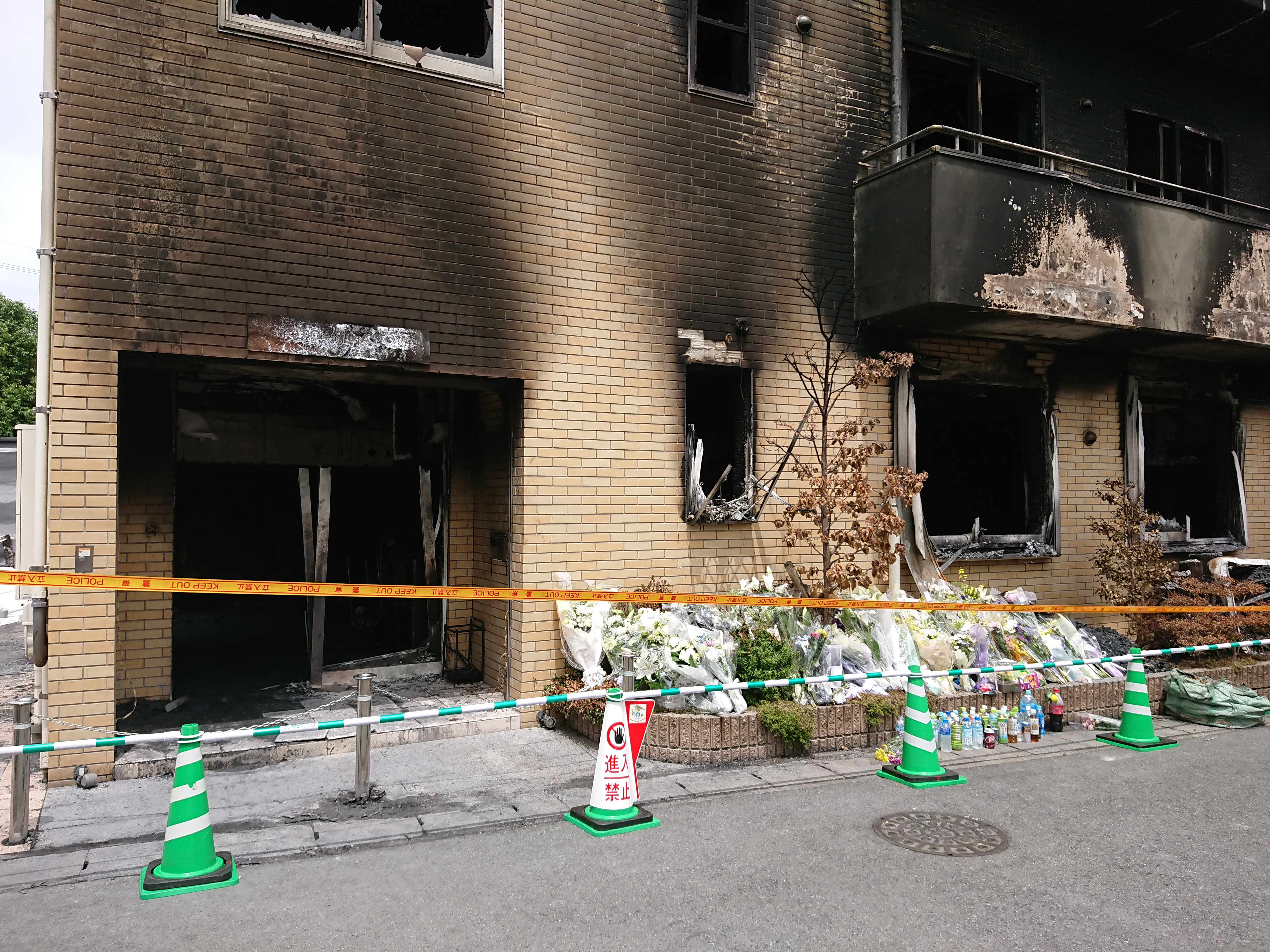
Vstup do budovy studia po žhářském útoku. K uctění památky obětí jsou zde položeny kytice a nápoje

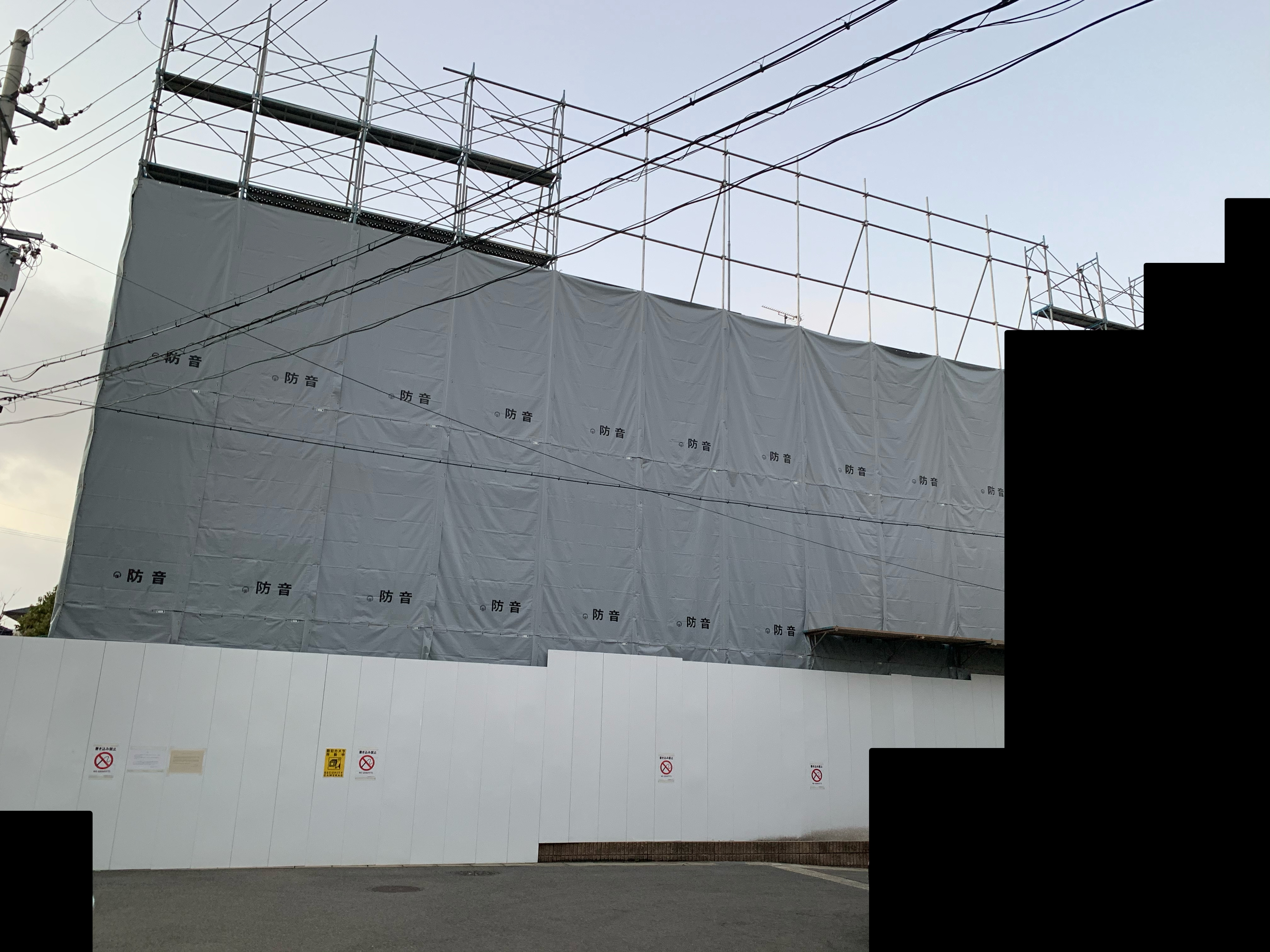
Budova Studia 1 připravená na demolici, fotografie pořízena 31. prosince 2019

Měsíc po útoku se přeživší začali postupně vracet do práce do jiných studií Kyoto Animation. K říjnu 2019 Kyoto Animation zaměstnávalo 137 lidí (jejich počet se snížil z původních 176). Celkem 27 ze 33 přeživších se rozhodlo vrátit se do práce, zbylí si vzali prodloužené volno, aby se dokázali sžít s vyvolaným stresem a úzkostí.
Společnost vydala oficiální prohlášení, ve kterém žádala o úctu k obětem a členům jejich rodin. Doplnila, že všechna budoucí prohlášení bude zveřejňovat policie nebo jejich právníci. Demoliční práce na budově skončily 28. dubna 2020, nebyly ale oznámeny žádné plány, jakým způsobem bude v budoucnu s místem naloženo. V jednom z prvních rozhovorů uvedl svoji představu prezident společnosti Hideaki Hatta, podle něhož bude na místě budovy zřízen veřejný park a postaven památník. S tím však nesouhlasili obyvatelé ze sousedství, dle kterých by památník zničil „pokojný životní styl [místních obyvatel]“.
Kvůli pomoci obětem a znovuoživení tvorby se Kyoto Animation rozhodlo odložit 11. ročník udílení svých cen. Tuto soutěž pořádá studio každý rok, aby našlo nové příběhy, jež by se nakonec mohly dočkat i seriálové nebo filmové adaptace. V listopadu 2019 studio uvedlo, že plánuje pokračovat ve svém školicím programu. V něm školí nové animátory v tvorbě filmů, skečů a animací. Nejlepší z nich mohou být po úspěšném absolvování programu a přezkoumání najati studiem.

### Dopad na produkci
V červenci 2019 se měla konat veřejná akce, na které měl být promítán trailer připravovaného filmu Free!. Ta však byla po útoku zrušena. Dále byl odložen společný projekt Hibike! Euphonium studia Kyoto Animation se společností Keihan Electric Railway, čtvrtá epizoda seriálu Bem i třetí díl anime seriálu o hasičích a samovznícení En’en no šóbótai, který produkovalo studio David Production. Epizoda byla odložena o týden a prošla značnou úpravou, při níž byla změněna barva ohně a styl vyprávění. Podobnými změnami prošlo i několik následujících epizod En’en no šóbótai.
Kyoto Animation se nicméně rozhodlo pokračovat v předešlém plánu a 3. srpna 2019 na německém conu AnimagiC premiérově uvést film Violet Evergarden: Věčnost a Píšící panenka. Promítání filmu bylo v japonských kinech o týden prodlouženo a v jeho závěrečných titulcích byly uctěny oběti útoku. Přestože původní zprávy uváděly, že následující film Violet Evergarden bude do kin uveden 10. ledna 2020, byla jeho premiéra přesunuta na 24. duben 2020. Kvůli probíhající pandemii covidu-19 však bylo uvedení filmu znovu odloženo, a to až na 18. září 2020. Produkce snímku ze série krátkometrážních filmů Animation x Paralympic, který měl být odvysílán v srpnu 2019, byla 28. února 2020 zrušena. Studio uvedlo, že jej nebylo schopné pro nadcházející letní paralympijské hry včas dokončit.

### Opatření
Japonská agentura pro zvládání požárů a katastrof Šóbóčó a národní policejní agentura Keisacučó vydaly 25. července 2019 oznámení, ve kterém žádaly čerpací stanice, aby vedly, v souladu s předpisy požární ochrany, záznamy o lidech nakupujících benzín ve znovunaplnitelných kanystrech. V každém záznamu mají uvádět osobní údaje nakupujícího, jako je jeho jméno, adresa, důvod nákupu a nakoupené množství. Přestože požadavek neměl právní základ, většina prodávajících se jej rozhodla splnit dobrovolně. Požadavek na povinný záznam o nákupu benzínu byl nakonec formálně uznán příslušnými předpisy 1. února 2020, které byly revidovány. Kjótský obecní hasičský sbor vydal po útoku pokyny, jak se chovat a evakuovat během žhářského útoku či terorismu. Zároveň doporučil instalaci evakuačních žebříků.

### Památka
Přesně jeden rok po útoku, dne 18. července 2020, zveřejnilo studio pamětní video. Původně chtělo uspořádat také vzpomínkový ceremoniál, kvůli probíhající pandemii covidu-19 se jej však rozhodlo neuskutečnit. Podobným způsobem uctilo památku obětí i 18. července 2021, kdy na svém youtubovém kanále streamovalo 13minutové video, v němž se mimo jiné objevily vzkazy od zaměstnanců studia a některých členů rodin pozůstalých. Studio také požádalo fanoušky, aby v den výročí incidentu nenavštěvovali z úcty k místním obyvatelům místo bývalého Studia 1.

## Reakce

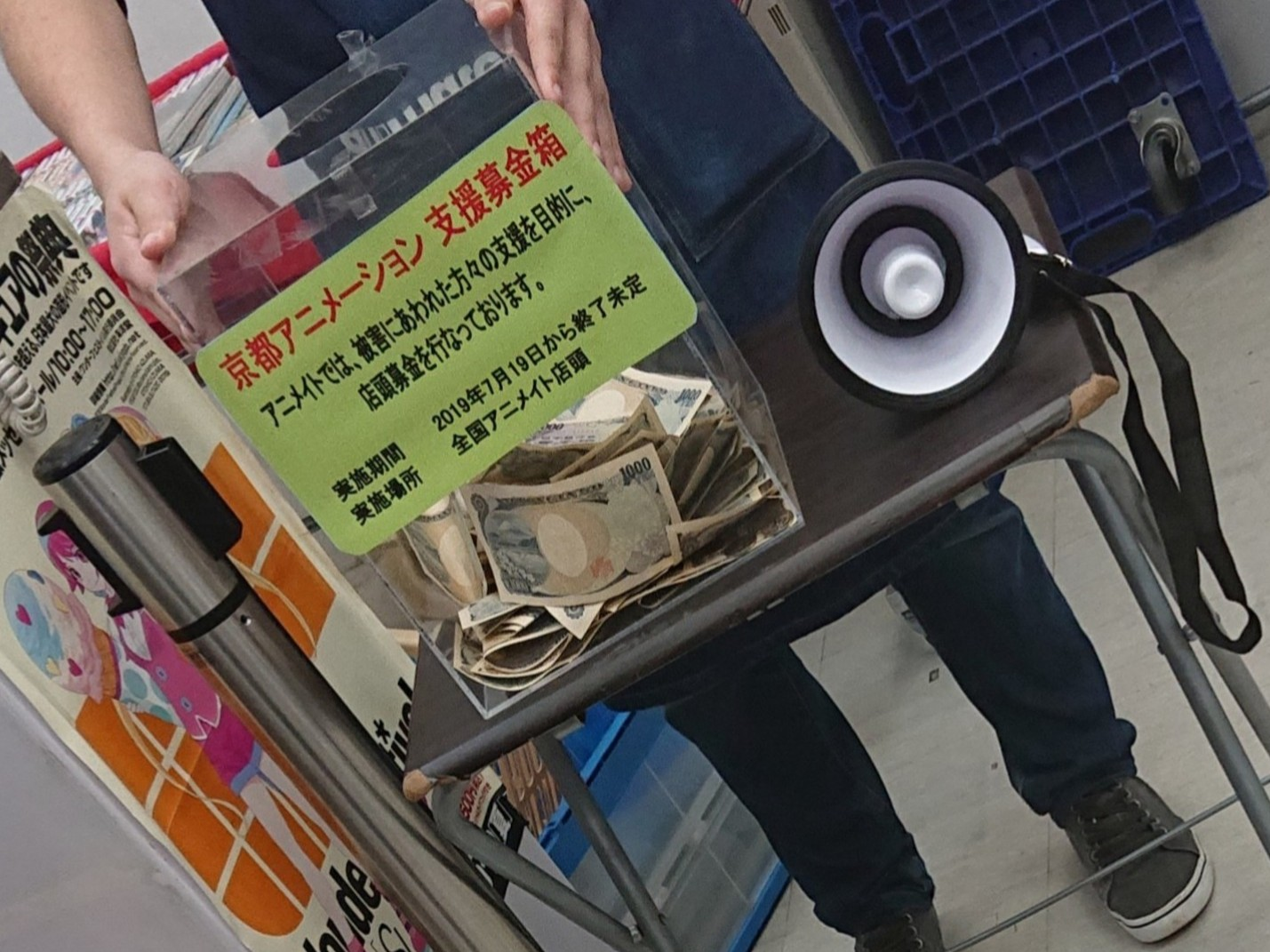
Box na dary v prodejně Animate v Akihabaře

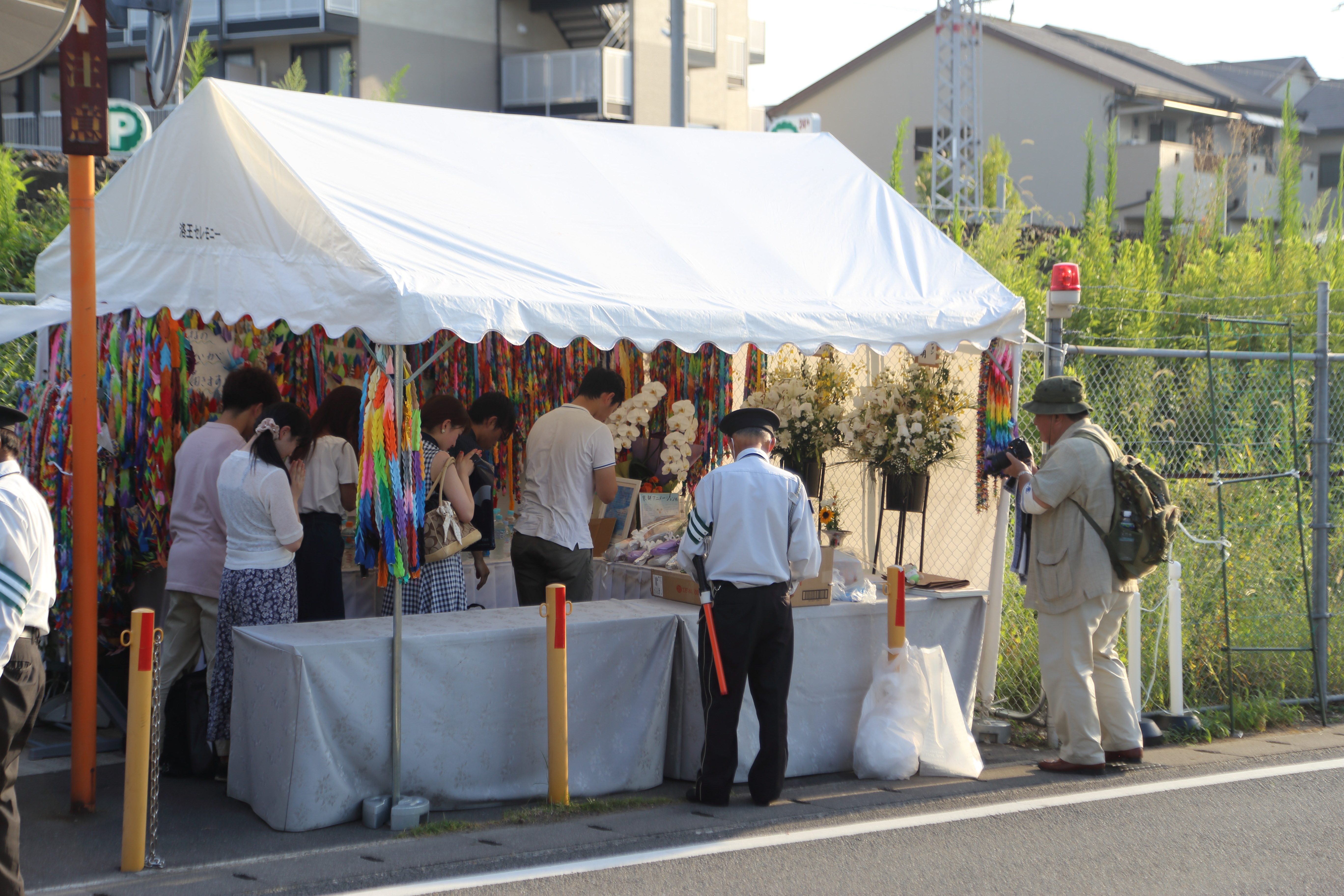
Květiny poblíž stanice Rokudžizó

Kyoto Animation přijímalo od 23. července do 27. prosince 2019 prostřednicím místního bankovního účtu přímé dary na pomoc obětem útoku. Nakonec se na něm nashromáždily přibližně 3,3 miliardy jenů. Darem v hodnotě 10 milionů jenů přispěl i japonský hudebník Jošiki nebo videoherní společnost Key. Odhadovalo se, že by studio mohlo potřebovat až 10 miliard jenů, aby pokrylo náklady na podporu rodin obětí masakru a na provozní náklady k oživení společnosti. V listopadu 2019 začalo posílat finanční prostředky obětem. Každý ze zraněných dostal po zohlednění několika faktorů, jako je závažnost zranění, samoživitelství apod., přiměřenou částku.

### Domácí
Japonský premiér Šinzó Abe vyjádřil soustrast a prohlásil, že rozsahem incidentu „oněměl“. Svoji soustrast vyjádřilo i čínské, francouzské, filipínské a belgické velvyslanectví v Japonsku. Pravník studia Daisuke Okeda jednal s členy japonského parlamentu o tom, zda by nešlo dary osvobodit od daně. Tím by mohlo jít k rodinám obětí až o 40 % peněz více. V následujících čtyřech týdnech bylo opatření schváleno a dary tak nebyly zdaněny.
Mnoho lidí a organizací animátorského průmyslu projevilo soustrast a vyjádřilo podporu. Byli mezi nimi režiséři animace Makoto Šinkai a Tacuki, dabérka seriálu K-On! Aki Tojosaki, dabérky seriálu Suzumija Haruhi no júucu Aja Hirano, Minori Čihara a Júko Gotó, autor románu Hjóka Honobu Jonezawa, producent vizuálního románu Clannad Key a mediální společnost Kadokawa Corporation. Pomoc nabídla i animační studia, jako jsou Shaft, Sunrise, Bandai Namco Pictures, Tóei Animation, Bones, Khara, Trigger, Walt Disney Japan a Madhouse.
Animate, hlavní japonský obchodní řetězec prodávající anime, videohry a mangu, se ve všech svých prodejnách rozhodl uspořádat sbírku na pomoc obětem a jejich rodinám. K 1. září 2019 vybral přes 330 milionů jenů.

### Mezinárodní
Podporu obětem útoku a jejich rodinám vyjádřilo několik zahraničních vládních představitelů, včetně Justina Trudeaua, Cchaj Jing-wen, Antónia Guterrese a dalších.
Po požáru založila americká licenční společnost Sentai Filmworks projekt na platformě GoFundMe. Původní cílová částka ve výši 750 tisíc amerických dolarů byla překonána během prvních 24 hodin, v nichž bylo vybráno přes milion amerických dolarů. Dohromady se vybralo přibližně 2,3 milionu amerických dolarů. Dne 7. prosince 2019 poslalo Sentai všechny získané finanční prostředky, s výjimkou sumy za poplatky za zpracování příkazů kreditních karet, studiu Kyoto Animation. Projekt mimo jiné podpořila i televizní stanice Adult Swim. Ta ve svém programovém bloku Toonami, vysílajícím převážně anime pořady, začala 20. července 2019 vysílat žádost, aby sledující přispěli na GoFundMe.
Fanoušci se také rozhodli nakupovat na japonském internetovém obchodě Kyoto Animation obrázky s vysokým rozlišením, protože je nebylo potřeba ručně rozesílat. Svou podporu nabídly i americké licenční společnosti Aniplex of America, Funimation a Crunchyroll a studio Nickelodeon Animation Studio.
O žhářském útoku informovala také řada českých médií. Případnou pomoc studiu nabídl v červenci 2019 český festival Animefest, který k 2. září nashromáždil na transparentním účtu necelých 36 500 Kč, jež následně zaslal studiu. Dne 1. srpna 2019 uctil Kaoru Šimazaki, japonský velvyslanec v Praze, na festivalu Advík památku obětí útoku.